# 바르스 레이더

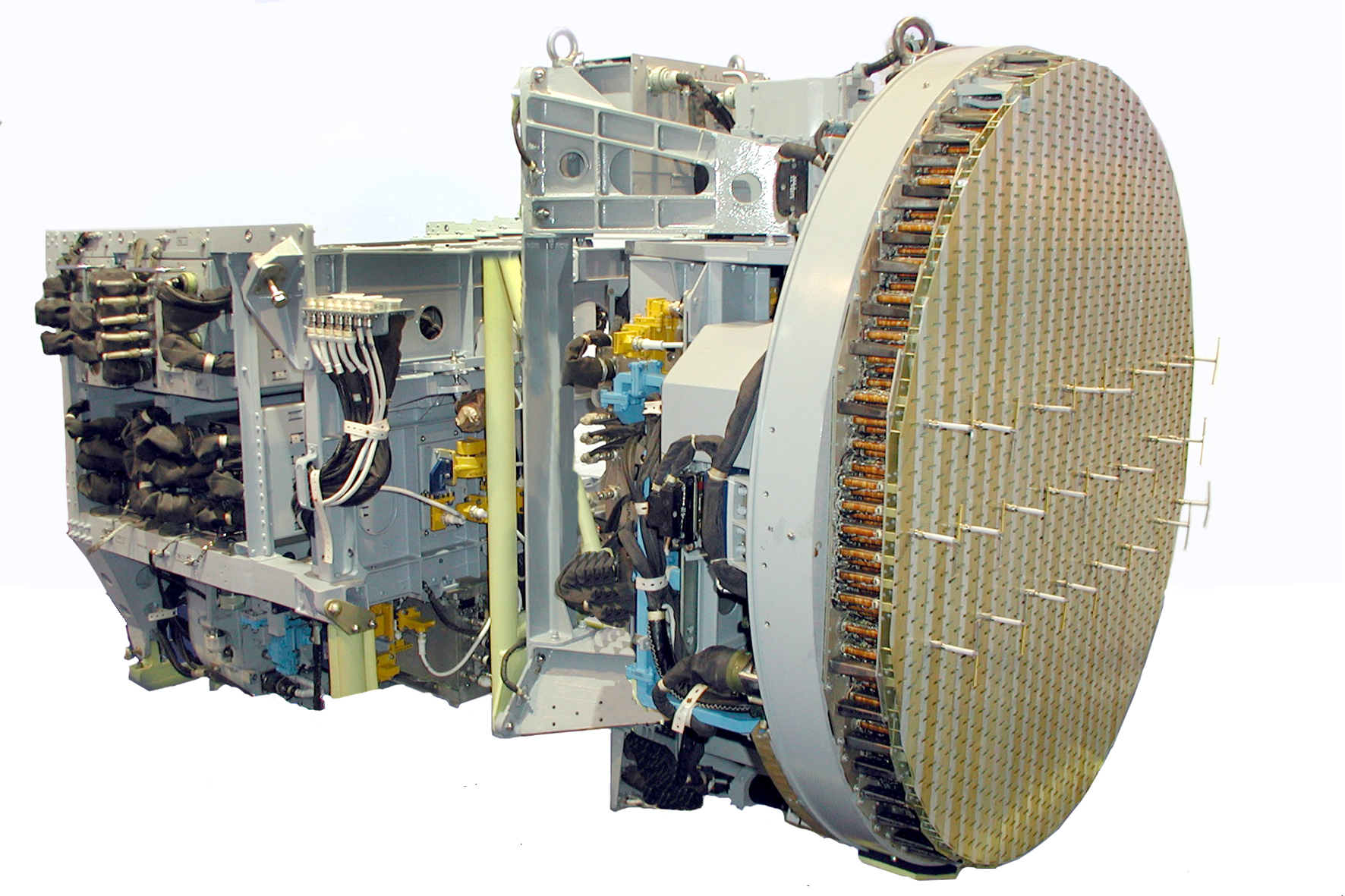

Барс (바르스) 혹은 N011은 러시아의 티호미르 과학기술 설계국이 개발한  전투기용 다용도 레이더로, 수호이 Su-27나 미코얀 MiG-29와 같은 다목적 전투기에 장착된다.

## 역사
N011
최초의 바르스 계통은 수호이 Su-27에 장착하기 위한 X밴드 펄스 도플러 레이더였다. 초기 N011의 형태는 직경 960mm, 스캔 구역 ± 85 도의 수동 구동 방식 레이더였다. 최대 출력 전력은 평균 2kW로 8kW에 도달했다. N011은 저잡음 UHF 입력 증폭기와 재 프로그래밍 가능한 디지털 컴퓨터를 사용하는 완전히 디지털화 된 신호 처리 장치를 갖추고 있었다. 초기 요구사항은 20개의 목표물을 동시 추적하며 그중 8개와 교전하는 것이었으나, 당시 소련 기술력의 한계로 N011은 13개 목표를 동시에 추적하고 4개를 교전 할 수 있었다. 일반적인 전투기 크기의 표적기준 정면에서 140km, 후방에서 탐지시, 65km 탐지거리를 가졌다. 공대지 모드의 경우 N011에는 지상 매핑, 지형 추적 레이더 및 지형 회피 모드를 포함하여 5 개의 공대지 모드와 4 개의 해양 모드가 있다. 공대지의 경우 항공모함 표적에 한해 200km 이상의 사거리를 가지고 있다.
N011M
바르스 레이더 제품군의 두 번째 제품은 N011M으로 수동식 위상 배열 레이다를 사용한다. N007 Zaslon 개발에서 얻은 노하우를 활용한 레이다다. 이전 N007 안테나와 같은 N011M 바르스 안테나의 설계는 총 무게가 100kg이고 직경이 960mm 인 X 밴드 레이더와 L 밴드 IFF 트랜스 폰더 라는 두 개의 개별 전자 제어 어레이로 구성된다. 레이더의 최대 출력은 4-5kW이며 400 마이크로 초 안에 빔을 포지셔닝하는게 가능하다.  기계적으로 스캔 된 레이더에 비해 큰 이점이 있다. 바르스 레이더는 방위각이 ± 70도, 고도가 ± 45 도인 스캐닝 섹터를 제공하는 위치에 고정 될 수 있다.  스캔 범위를 개선하기 위해 레이더를 전자 기계 드라이브에 장착 할 수도 있으며이 경우 스캔 섹터가 ± 90도까지 확장할 수 있다 N011M은 400km의 검색 범위와 200km의 추적 범위를 가지고 있으며 공대공 모드에서 후방은 60km다. 300 sq. deg 이상의 검토 영역에서 탐지 범위 전투기 유형 MIG-29 :-코스 방향으로-최대 140km; -추적-최대 60km. 트랙에서 한 번에 최대 15 개의 공중 표적을 추적 할 수 있으며 ,이 중 4 개가 한 번에 맞물리면서 스캔 모드가 된다. N011M 단거리 속도 탐색 모드들을 사용하여 복수 종류의 대상 번호를 식별 할 수 있다. 바르스 레이더는 조명 및 데이터 링크 안내를 제공하는 R-77 및 R-27 레이더 유도 미사일과 R-73 IR 유도 미사일 과 호환된다. 공대지 모드에서 레이더는 지상 및 해군 기반의 움직이는 표적 을 감지하고 그 위치를 결정하고 한 번에 두 개의 표면 표적에 트랙을 유지할 수 있다. N011은 최대 사거리 40 ~ 50km까지의 전차 표적과 80 ~ 120km의 구축함 크기 표적을 탐지 할 수 있다. 또한 바 중 실제 빔 도플러 빔 선명하거나하여 매핑 기능 모드 합성 개구 레이더를 10m의 최대 해상도로 사용할 수 있다. KH-31 안티 방사선 미사일은 레이더와 호환된다.

#### 공대함 탐지능력
바르스는 5,000 sqm 레이더 반사 면적을 가진 구축함 크기에 대해서는 80~120km의 공대함 탐지거리를 갖고 있다. 같은 표적에 대하여 90년대에 개발된 일본 J/APG-1는 190km의 탐지거리를 갖고 있다. Irbis-E는 150km의 탐지거리를 가진다.

### 멀티롤 기능으로서의 레이다
비슷한 포지션으로는 F-15E, F-15K가 사용하는 AN/APG-70과 AN/APG-63(v)1이 있다. 합성 개구 레이다를 사용하여 매핑 기능 모드를 지원하는 것도 유사하며, 레이더 탐지거리가 개선된 것도 유사하다. 러시아에서 Su-30은 멀티롤 기체고 Su-35는 제공우세기의 포지션을 갖고 있는 것처럼, 미국에서 F-15E가 멀티롤 기체고, F-22가 제공우세기다.

### 바르스-29
미코얀 MiG-29용으로 개량된 바르스 레이더다. N011M과 90%의 부품을 공유하는 90%의 작은 사이즈의 하드웨어를 갖고 있다. 5 sqm의 레이더 반사 면적을 가진 표적 기준으로 120km 의 탐지거리를 갖고 있으며, 15개 표적을 동시추적, 4개 표적을 동시교전할 수 있다. 레이더의 평균 출력은 1kW이다.

## 레이더 제원
- 이름 : 바르스
- 개발국가 : 러시아
- 무게 : 100kg
- 탐지범위 : 공중탐지시 5 sqm 표적을 200km거리에서, 방위각이 ± 70도, 고도가 ± 45 도

해상탐지시, 구축함 크기(5,000 sqm) 표적을 80~120km 거리에서 탐지

### 러시아제 레이더 제원
| 레이더   | 최대거리 | 전투기 표적 | 미사일 표적 | 레이더          | 최대거리 | 전투기 표적 | 미사일 표적 |
| -------- | -------- | ----------- | ----------- | --------------- | -------- | ----------- | ----------- |
| N001     | 120km    | 88km        | 37km        | Shmel           | 460km    | 216km       | 92km        |
| Zhuk-M   | 138km    | 110km       | 45km        | Shmel-M         | 555km    | 261km       | 111km       |
| Zaslon   | 231km    | 133km       | 57km        | N-019 Sapfir-29 | 100km    | 81km        | 33km        |
| Zaslon-M | 359km    | 238km       | 100km       | RP-25 Sapfir-25 | 110km    | 66km        | 27km        |
| Irbis-E  | 550km    | 400km       | ?           |                 |          |             |             |
| N036     | 580km    | 460km       | ?           |                 |          |             |             |

## 같이 보기
- N001
- 수호이 Su-30
- V004